# Cratere Ogma
Ogma  è un cratere sulla superficie di Europa.